# Homo rudolfensis
Homo rudolfensis es va descobrir el 1972, quan Richard Leakey trobà un crani fòssil d'homínid a Koobi Fora (Kenya) prop del llac Turkana (conegut com a llac Rudolf en l'època colonial, d'on pren el nom), una zona que ha estat una important font de fòssils d'homínids. Aquest crani es coneix com a espècimen KNM-ER 1470 i n'és l'espècimen tipus (holotip).
Originàriament es va classificar com a pertanyent a l'espècie Homo habilis i, de fet, encara existeix certa polèmica sobre si H. rudolfensis és una espècie separada o no (alguns autors consideren rudolfensis com a l'habilis primerenc, d'altres com a les formes masculines de l'habilis). El nom Homo rudolfensis no fou emprat fins al 1993, quan es va decidir escindir els fòssils de H. habilis en les dues espècies actuals.
H. rudolfensis va existir ara fa entre 2,4 i 1,9 milions d'anys a l'est d'Àfrica. Sembla, per tant, que fou contemporani d'Homo habilis, així com d'altres homínids com ara Paranthropus boisei. La seva distribució sembla exclusivament africana (Àfrica de l'Est).
Anatòmicament, H. rudolfensis té, respecte a Homo habilis, una cara més plana i ampla, unes dents postcanines més amples i amb arrels i corones més complexes i esmalt més gruixut.
A partir del descobriment del Kenyanthropus platyops el 1999 per Meave Leakey (esposa de Richard Leakey), s'ha suggerit que H. rudolfensis podria haver evolucionat a partir de Kenyanthropus, en lloc d'Australopithecus afarensis, la hipòtesi més comunament acceptada.